# تپه پرملک
تپه پرملک مربوط به عصر مس جدید است و در شهرستان بروجرد، بخش مرکزی، دهستان شیروان، ۵۵۰ متری جنوب روستای ولیان واقع شده و این اثر در تاریخ ۲۸ اسفند ۱۳۸۵ با شمارهٔ ثبت ۱۸۳۸۳ به‌عنوان یکی از آثار ملی ایران به ثبت رسیده است.